# Clubiona puera
Clubiona puera är en spindelart som beskrevs av Hercule Nicolet 1849. Clubiona puera ingår i släktet Clubiona och familjen säckspindlar. Inga underarter finns listade i Catalogue of Life.